# 2016 전자랜드 프라이스킹배 한국 바둑의 전설
2016 전자랜드 프라이스킹배 한국 바둑의 전설은 재단법인 한국기원이 주관하고 전자랜드의 후원으로 2016년 1월 23일부터 2월 14일까지 개최되는 바둑 기전으로 한국 바둑을 대표하는 조훈현, 조치훈, 서봉수, 유창혁, 이창호 총 5명의 기사를 초청해 5인 풀리그 방식으로 대결을 펼쳤으며 유창혁 九단이 종합 전적 3승 1패로 같은 3승 1패였던 이창호 九단에 승자승으로 앞서며 우승을 차지하였다.

## 대회 개요
- 대국규정 : 제한시간 각 1시간, 1분 초읽기 1회, 덤 6집 반
- 상금 :  총상금 1억 5000만원(우승 5000만원, 준우승 2000만원, 3위 1200만원, 4위 800만원, 5위 600만원)
- 대회방식 : 5인 풀리그 방식으로 진행되며 동률일 경우 승자승, 3인 이상 동률이 나올 경우 공동 순위로 상금을 똑같이 분배한다.
- 대회일정
  - 개막식 - 2016년 1월 22일
  - 풀리그 - 2016년 1월 23일 ~ 2월 14일(2월 14일 10국은 공개해설로 진행된다.)
  - 시상식 - 2016년 2월 15일

## 대국 일정 및 결과
| 순번   | 일시            | 대진             |        |        | 결과                              |
| ------ | --------------- | ---------------- | ------ | ------ | --------------------------------- |
| 제1국  | 2016년 1월 23일 | 조훈현 vs 조치훈 | 조훈현 | 조치훈 | 211수 끝 / 흑 불계승              |
| 제2국  | 2016년 1월 24일 | 서봉수 vs 조치훈 | 서봉수 | 조치훈 | 261수 끝 / 백 2집 반 승           |
| 제3국  | 2016년 1월 25일 | 유창혁 vs 이창호 | 이창호 | 유창혁 | 163수 끝 / 흑 불계승              |
| 제4국  | 2016년 1월 30일 | 조훈현 vs 이창호 | 조훈현 | 이창호 | 224수 끝 / 흑 8집 반 승           |
| 제5국  | 2016년 1월 31일 | 서봉수 vs 유창혁 | 유창혁 | 서봉수 | 231수 끝 / 흑 불계승              |
| 제6국  | 2016년 2월 6일  | 조훈현 vs 유창혁 | 조훈현 | 유창혁 | 187수 끝 / 흑 불계승              |
| 제7국  | 2016년 2월 7일  | 서봉수 vs 이창호 | 이창호 | 서봉수 | 184수 끝 / 백 불계승              |
| 제8국  | 2016년 2월 8일  | 서봉수 vs 조훈현 | 서봉수 | 조훈현 | 141수 끝 / 흑 불계승              |
| 제9국  | 2016년 2월 13일 | 조치훈 vs 유창혁 | 조치훈 | 유창혁 | 146수 끝 / 흑 시간승(유창혁 우승) |
| 제10국 | 2016년 2월 14일 | 조치훈 vs 이창호 | 이창호 | 조치훈 | 221수 끝 / 백 2집 반 승           |

### 최종 결과
| 결과   | 선수        | 경기 | 승 | 패 | 비고     | 획득 상금 |
| ------ | ----------- | ---- | -- | -- | -------- | --------- |
| 우승   | 유창혁 九단 | 4    | 3  | 1  | 3국 승리 | 5000만원  |
| 준우승 | 이창호 九단 | 4    | 3  | 1  | 3국 패배 | 2000만원  |
| 3위    | 서봉수 九단 | 4    | 2  | 2  |          | 1200만원  |
| 4위    | 조치훈 九단 | 4    | 1  | 3  | 1국 승리 | 800만원   |
| 5위    | 조훈현 九단 | 4    | 1  | 3  | 1국 패배 | 600만원   |

- 2인 동률시 승자승 원칙에 따른다는 규칙에 따라 유창혁 九단과 이창호 九단은 3승 1패를 기록했으나 3국에서 벌어진 맞대결에서 유창혁이 승리함에 따라 유창혁 九단이 대회 우승을, 이창호 九단이 준우승을 차지했다.
- 4,5위도 역시 2인 동률시 승자승 규칙에 따라 조치훈 九단과 조훈현 九단이 1승 3패였으나 맞대결이였던 1국을 조치훈이 승리 함에 따라 조치훈 九단이 4위, 조훈현 九단이 5위로 대회를 마쳤다.